# Cicurina paphlagoniae
Cicurina paphlagoniae är en spindelart som beskrevs av Brignoli 1978. Cicurina paphlagoniae ingår i släktet Cicurina och familjen kardarspindlar.
Artens utbredningsområde är Turkiet. Inga underarter finns listade i Catalogue of Life.